# Dindori (district)
Dindori is een district van de Indiase staat Madhya Pradesh. Het district telt 579.312 inwoners (2001) en heeft een oppervlakte van 7427 km².
Hoofdstad: Bhopal
Districten: